# Çankırı (prowincja)
Prowincja Çankırı (tur. Çankırı ili) – jednostka administracyjna w centralnej Turcji, leżąca na obszarze starożytnej Paflagonii.

## Dystrykty

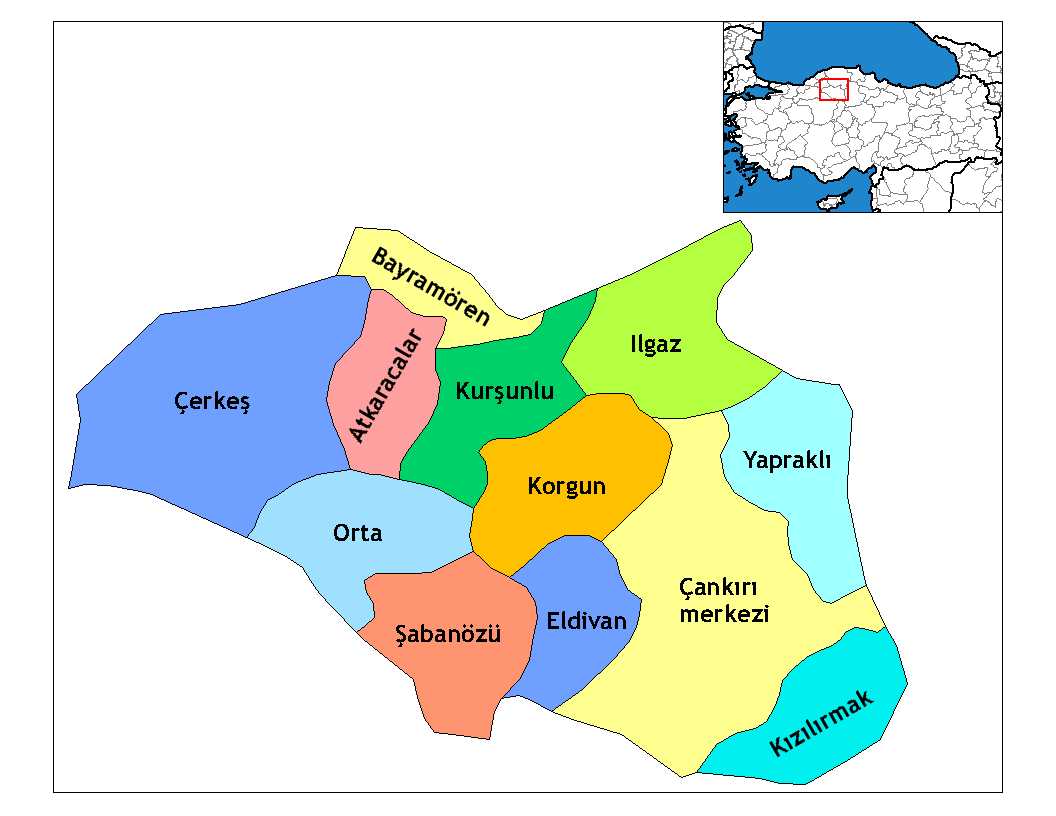
Dystrykty w prowincji Çankırı

Prowincja Çankırı dzieli się na dwanaście dystryktów:
- Atkaracalar
- Bayramören
- Çankırı
- Çerkeş
- Eldivan
- Ilgaz
- Kızılırmak
- Korgun
- Kurşunlu
- Orta
- Şabanözü
- Yapraklı